# Сенная (приток Казённого Торца)
Сенная (укр. Сінна) — левый приток реки Казённый Торец, расположенный на территории Покровского района (Донецкая область, Украина).

## География
Длина — 7 км. Русло реки (отметки уреза воды) в нижнем течении (пруд западнее Новоэкономического) находится на высоте 132,6 м над уровнем моря. Долина изрезана промоинами. Русло маловодное и пересыхает. Создано несколько прудов.
Берёт начало на юго-восточной окраине города Мирноград: возле улиц Степная и Донбасская. Река течёт на северо-восток. Впадает в Казённый Торец (на 113-м км от её устья) восточнее пгт Новоэкономическое.
Притоки: (от истока к устью) балка Сухая, безымянные балки и ручьи
Населённые пункты (от истока к устью):
1. Московское
2. Новоэкономическое